# Dinoponera
Dinoponera ist eine Gattung der Ameisen (Formicidae) aus der Unterfamilie der Urameisen (Ponerinae).

## Merkmale
Der Körper aller Ameisen aus dieser Gattung ist überwiegend dunkelbraun bis schwarz. Der Kopfschild (Clypeus) ist in der Mitte keilförmig ausgespart. Seitlich der Einbuchtung befindet sich an der Vorderkante des Clypeus je ein abstehender Zahn.
Alle Arten dieser Gattung sind sehr groß und einige gehören mit über drei Zentimetern Körperlänge zu den größten Ameisen der Welt. Es gibt keine morphologische Königinnenkaste, die Fortpflanzung wird von einer oder mehreren begatteten Arbeiterinnen (Gamergaten) übernommen.
Dinoponera besitzen das Nervengift Poneratoxin, welches Insekten lähmt und für Menschen als äußerst schmerzhaft gilt.

### Ähnliche Ameisen
Früher wurde diese Gattung als Schwestergruppe von Paraponera verstanden, mit der sie viele morphologische Gemeinsamkeiten aufweist. Paraponera ist aber nach heutigen genetischen Befunden nicht näher mit den Urameisen verwandt und bildet eine eigene Unterfamilie Paraponerinae.

## Verbreitung
Die acht Arten sind ausschließlich in der Neotropis heimisch. Sie besiedeln feuchtere Savannengebiete und Regenwälder.

## Lebensweise
Die unterirdisch angelegten Erdnester bestehen meist aus höchstens 100 Individuen, bei manchen Arten auch nur aus etwa 30. Kolonieneugründungen erfolgen stets durch Abspaltung. Der Großteil der adulten Tiere bezieht dabei mit einem Teil der Brut ein neues Nest. Die initiierenden Ameisen rekrutieren weitere Arbeiterinnen mit Hilfe taktiler Kommunikation zum Tandemlauf. Weitere Mitglieder der alten Kolonie werden auch getragen. Aus der zurückgelassenen Brut entstehen Geschlechtstiere, so dass auch die alte Kolonie weiterexistieren kann.
Die Tiere ernähren sich ausschließlich zoophag. Sie jagen alleine und rekrutieren keine Nestgenossinnen zur Nahrungssuche.

## Systematik
Folgende Arten (und Unterarten) bilden die Gattung Dinoponera:
- Dinoponera australis Emery, 1910 mit den drei Unterarten
  - Dinoponera australis australis Emery, 1910
  - Dinoponera australis bucki Borgmeier, 1937
  - Dinoponera australis nigricolor Borgmeier, 1937
- Dinoponera gigantea (Perty, 1833)
- Dinoponera longipes Emery, 1901
- Dinoponera lucida Emery, 1901
- Dinoponera mutica Emery, 1901
- Dinoponera quadriceps Kempf, 1971